# Ипзах
Ипзах (нем. Ipsach) — коммуна в Швейцарии, в кантоне Берн.
Входит в состав округа Нидау. Население составляет 3695 человек (на 31 декабря 2006 года). Официальный код — 0739.

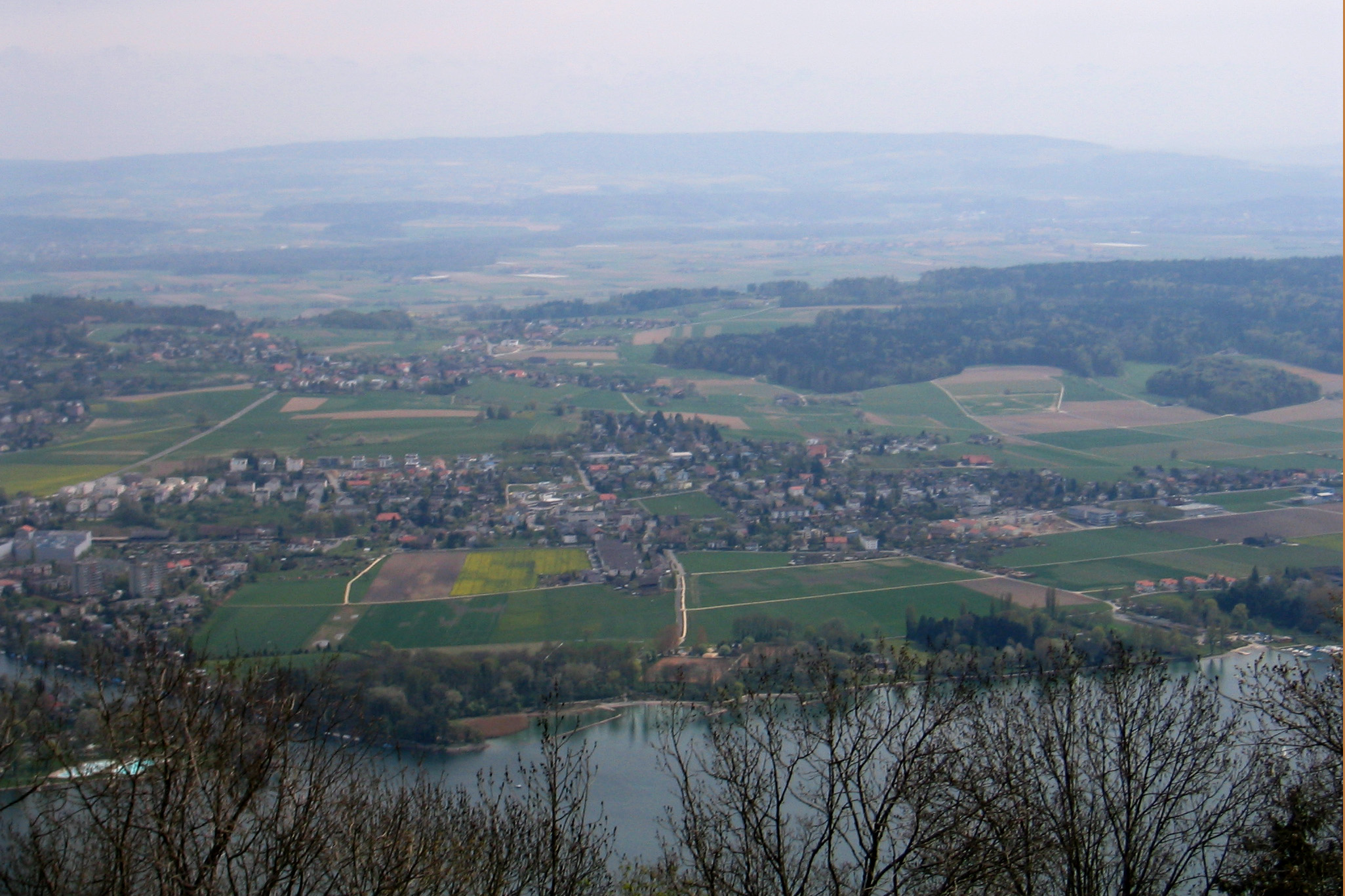
Ипзах